# 8-й избирательный округ штата Луизиана
8-й избирательный округ Луизианы — бывший избирательный округ Палаты представителей США в Луизиане. Округ был создан в 1913 году и ликвидирован в 1993 году после того, как Луизиана потеряла восьмое место в конгрессе по результатам переписи населения США от 1990 года. На протяжении всего своего существования округ располагался в Александрии и включал в себя большую часть северо-центральной части штата.
Начиная с 1972 года, границы округ были изменены по указанию губернатора Эдвина Эдвардса, чтобы включить участки в Батон-Руж и вдоль реки Миссисипи между Батон-Руж и Новым Орлеаном и помочь Гиллису Лонгу получить место в Конгрессе.

## Список представителей округа
| Представитель                              | Партия          | Года                           | Конгресс                                          | Электоральная история |
| ------------------------------------------ | --------------- | ------------------------------ | ------------------------------------------------- | --- |
| Округ был сформирован 4 марта 1913 года    |                 |                                |                                                   | |
| Джеймс Бенджамин Эсвелл (Накитош)          | Демократическая | 4 марта 1913 — 16 марта 1931   | 63-й 64-й 65-й 66-й 67-й 68-й 69-й 70-й 71-й 72-й | Был избран в 1912 году. Был переизбран в 1914, 1916, 1918, 1920, 1920, 1922, 1924, 1926, 1928 и в 1930 годах. Умер 16 марта 1931. |
| Вакантное место                            | Вакантное место | 16 марта 1931 — 12 мая 1931    | 72-й                                              | |
| Джон Х. Овертон (Александрия)              | Демократическая | 12 мая 1931 — 3 марта 1933     | 72-й                                              | Был избран до конца срока полномочий Эсвелла. Ушел в отставку, чтобы баллотироваться в сенаторы США.                              |
| Кливленд Диар (Александрия)                | Демократическая | 4 марта 1933 — 3 января 1937   | 73-й 74-й                                         | Был избран в 1932 году. Был переизбран в 1934 году. Ушел в отставку, чтобы баллотироваться в губернаторы штата.                   |
| Аса Леонард Аллен (Уиннфилд)               | Демократическая | 3 января 1937 — 3 января 1953  | 75-й 76-й 77-й 78-й 79-й 80-й 81-й 82-й           | Был избран в 1936 году. Был переизбран в 1938, 1940, 1942, 1944, 1946, 1948 и в 1950 годах. Ушел в отставку.                      |
| Джордж С. Лонг (Пайнвилль)                 | Демократическая | 3 января 1953 — 22 марта 1958  | 83-й 84-й 85-й                                    | Был избран в 1952 году. Был переизбран в 1954 и 1956 годах. Умер 22 марта 1958.                                                   |
| Вакантное место                            | Вакантное место | 22 марта 1958 — 3 января 1959  | 85-й                                              | |
| Гарольд Б. Максуин (Александрия)           | Демократическая | 3 января 1959 — 3 января 1963  | 86-й 87-й                                         | Был избран в 1958 году. Был переизбран в 1960 году. Проиграл в 1962 году.                                                         |
| Гиллис Уильям Лонг (Уиннфилд)              | Демократическая | 3 января 1963 — 3 января 1965  | 88-й                                              | Был избран в 1962 году. Проиграл в 1964 году.                                                                                     |
| Спиди Лонг (Джена)                         | Демократическая | 3 января 1965 — 3 января 1973  | 89-й 90-й 91-й 92-й                               | Был избран в 1964 году. Был переизбран в 1966, 1968 и 1970 годах. Был переведен в 5-й округ и ушел в отставку.                    |
| Гиллис Уильям Лонг (Александрия)           | Демократическая | 3 января 1973 — 20 января 1985 | 93-й 94-й 95-й 96-й 97-й 98-й 99-й                | Был избран в 1972 году. Был переизбран в 1974, 1976, 1978, 1980, 1982 и в 1984 годах. Умер 20 января 1985.                        |
| Вакантное место                            | Вакантное место | 20 января 1985 — 30 марта 1985 | 99-й                                              | |
| Кэтрин Смолл Лонг (Александрия)            | Демократическая | 30 марта 1985 — 3 января 1987  | 99-й                                              | Избрана до конца срока полномочий своего мужа. Ушла в отставку.                                                                   |
| Клайд К. Холлоуэй (Форест Хилл)            | Демократическая | 30 марта 1985 — 3 января 1987  | 100-й 101-й 102-й                                 | Был избран в 1986 году. Был переизбран в 1988 и 1990 годах. Был переведен в 6-й округ и проиграл в 1992.                          |
| Округ был расформирован 3 января 1993 года |                 |                                |                                                   | |